# 小行星8459
小行星8459（英語：8459 Larsbergknut）是一颗围绕太阳公转的小行星。1981年3月2日，舒爾特·巴斯在赛丁泉山发现了此天体。
这颗小行星的绝对星等为254.4209183628212等。